# Olegário Maciel
Olegário Dias Maciel (Bom Despacho, 8 de outubro de 1855 — Belo Horizonte, 5 de setembro de 1933) foi um engenheiro e político brasileiro. Foi um dos líderes da Revolução de 1930 que conduziu Getúlio Vargas ao poder no Brasil.

## Vida
Filho de Antônio Dias Maciel e Flaviana Rosa da Silva Maciel, iniciou seus estudos no Colégio do Caraça. Formou-se em engenharia pela Escola Politécnica do Rio de Janeiro em 1878. Foi engenheiro superintendente da Companhia Belga da Estrada de Ferro Pitangui-Patos e também juiz de paz em Santo Antônio de Patos, atual Patos de Minas, Minas Gerais. O município vizinho de Patos de Minas passou a se chamar Presidente Olegário, em homenagem a Olegário Maciel, que havia sido presidente do Estado de Minas Gerais no tempo da República Velha (1889-1930).

## Atuação política
Iniciou sua carreira política em Minas Gerais como deputado provincial pelo Partido Liberal entre 1880 e 1883. No início da República, elegeu-se deputado à Constituinte Mineira de 1891 a 1893. Foi eleito deputado federal pelo Partido Republicano Mineiro (PRM) em 1894, iniciando ali um longo período de permanência na Câmara Federal, onde obteve sucessivos mandatos até 1911.
Permaneceu alguns anos afastados da política, exercendo os cargos de consultor técnico do Ministério de Viação e Obras Públicas e inspetor dos Serviços de Vias Férreas durante o governo de Venceslau Brás (1914-1918).
Retornou à política ao se eleger vice-presidente do estado de Minas Gerais para o período de 1922 a 1926 na chapa de Raul Soares de Moura, assumindo o governo de agosto a dezembro de 1924, em virtude da doença e morte de Raul Soares. Também em 1922, elegeu-se senador por Minas Gerais, permanecendo no cargo por oito anos.
Em 1930 foi indicado por Antônio Carlos Ribeiro de Andrada para sucedê-lo na presidência de Minas, elegeu-se e assumiu o cargo em 7 de setembro daquele ano. Assim como Antônio Carlos, que por temer a derrota adiou por muito tempo seu apoio ao movimento que pretendia depor o presidente Washington Luís, Olegário Maciel também hesitou inicialmente em colocar-se ao lado dos revolucionários.
Após algumas consultas ao ex-presidente Artur Bernardes, acabou por juntar-se aos Estados do Rio Grande do Sul e da Paraíba, derrubando Washington Luís para evitar a posse de Júlio Prestes, que vencera a disputa pela Presidência da República travada com o candidato apoiado pela Aliança Liberal, Getúlio Vargas. O movimento saiu-se vitorioso e conduziu Vargas à Presidência da República. Olegário Maciel foi o único dos presidentes estaduais a ser mantido em seu cargo, uma vez que, para os demais Estados, Vargas nomeou interventores federais.
Olegário Maciel apoiou em Minas Gerais a formação de uma agremiação fascista, denominada Legião de Outubro, cujo objetivo era fortalecer o apoio ao novo regime, o que despertou a reação contrária de Artur Bernardes e seus seguidores dentro do PRM. Em agosto de 1931, Osvaldo Aranha tentou um golpe contra Olegário Maciel, no entanto a tentativa de afastá-lo do governo de Minas foi frustrada pela ação da Força Pública estadual, sob o comando de seu oficial-de-gabinete Gustavo Capanema.
Olegário Maciel tentou reunir as forças políticas mineiras no Partido Social Nacionalista, mas seus esforços não lograram êxito em razão do Movimento Constitucionalista deflagrado por São Paulo em 9 de julho de 1932. Se antes do conflito Olegário Maciel era entusiasta da reconstitucionalização do Brasil, após o levante paulista preferiu manter-se fiel ao governo federal, não apenas deslocando tropas de Minas Gerais para combates na divisa com São Paulo, como também punindo quem tentava dentro de Minas Gerais apoiar as ações paulistas, como era o caso de Artur Bernardes e Venceslau Brás.
Fundou em 1933 o Partido Progressista, vindo a falecer alguns meses depois.